# Zona reservada Humedales de Puerto Viejo
La zona reservada Humedales de Puerto Viejo (ZRHPV) fue un área protegida en Perú. Se encuentra en los distritos de San Antonio y Chilca, en la provincia de Cañete.
Fue creado el 29 de enero de 2008, mediante R.M. Nº 064-2008-AG, y tenía una extensión de 275,81 hectáreas.

## Descripción
Esta área protegida tuvo como objetivo conservar la diversidad biológica y los servicios ecosistémicos asociados a los humedales costeros, tales como la protección contra la erosión, el control de inundaciones, la regulación del clima y el mantenimiento de la calidad del agua. En la ZRHPV se podían encontrar diferentes tipos de humedales, como esteros, lagunas, bofedales y totorales, que albergaban una gran cantidad de especies de flora y fauna, algunas de ellas endémicas de la región.
A lo largo de los años, la ZRHPV se convirtió en un importante destino turístico, y muchas personas visitaban el área protegida para disfrutar de la belleza natural de los humedales y realizar actividades como la observación de aves, la pesca artesanal y el turismo rural comunitario. Sin embargo, a pesar de su importancia ecológica y turística, la ZRHPV también enfrentó amenazas como la contaminación, la urbanización, la tala de bosques y la pesca ilegal.
En 2018, la zona reservada Humedales de Puerto Viejo fue declarada como Santuario Nacional mediante la Resolución Ministerial Nº 0433-2018-MINAM. Esta nueva figura de protección tiene como objetivo garantizar la conservación y el uso sostenible de los humedales costeros de Puerto Viejo, y promover la participación activa de las comunidades locales en la gestión y conservación del área protegida.